# Pianism
Albums de Michel Petrucciani
Cold Blues
(1985) Power of three
(1986)
Pianism est un album du pianiste français de jazz Michel Petrucciani sorti en 1985 sur le label Blue Note.

## Titres
| No | Titre                 | Musique            | Durée |
| -- | --------------------- | ------------------ | ----- |
| 1. | The Prayer            | Michel Petrucianni | 11:05 |
| 2. | Our Tune              | Michel Petrucianni | 6:51  |
| 3. | Face's Face           | Michel Petrucianni | 4:37  |
| 4. | Night and Day         | Cole Porter        | 9:20  |
| 5. | Here's That Rainy Day | Van Heusen/Burke   | 9:51  |
| 6. | Regina                | Michel Petrucianni | 9:20  |

## Musiciens
- Michel Petrucciani - piano
- Palle Danielsson - contrebasse
- Eliot Zigmund - batterie